# 테클라 (성인)

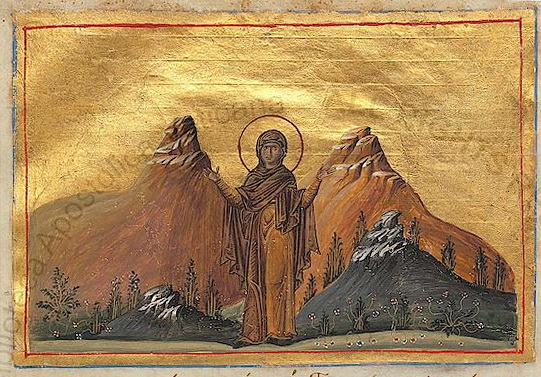

테클라 또는 데클라(고대 그리스어: Θέκλα, Thékla; 그리스어: Θέκλα; 터키어: Tekla)는 초기 기독교 교회의 성인이자 사도 바울로의 추종자로 보고되었다. 그녀의 삶에 대한 최초의 기록은 고대 외경인 바울과 테클라 행전에서 나온다.

## 교회 전통
바울과 테클라 행전은 바울 행전의 일부를 구성하는 2세기 문헌(AD 180경)이지만 별도로 유포되기도 했다. 본문에 따르면 테클라는 기독교로 개종하고 바울을 따르기 위해 약혼자를 떠나기로 선택한 이고니온 출신의 젊은 고귀한 처녀였다.
본문에 따르면 테클라는 창가에 앉아 바울이 기독교의 신과 순결한 삶의 중요성에 대해 말하는 것을 들으며 3일을 보냈다고 한다. 테클라의 어머니 테오클리아(Theoclia)와 약혼자 타미리스(Thamyris)는 테클라가 바울의 가르침을 따를 것이라고 걱정했다. 그들은 바울이 그리스도인이고 “처녀들이 결혼하기를 싫어하게 만들었다”는 이유로 지방 당국에 도움을 요청했다. 바울은 감옥으로 보내졌고 테클라는 그를 방문하여 그의 결박에 입을 맞추고 그를 떠나 어머니와 약혼자에게 돌아가기를 거부했다. 바울은 도시를 떠나야 했고, 테클라는 화형을 당했다.
그러나 테클라는 폭풍이 닥치자 화형에 처해졌을 때 기적적으로 구출되었다. 그러다가 이고니온 밖에서 바울을 만나 “나는 내 머리를 자르고 선생님께서 어디로 가시든지 따라가겠나이다”라고 말했다. 그런 다음 그녀는 바울과 함께 비시디아 안디옥으로 여행했다. 그곳에서 알렉산더라는 귀족이 테클라를 탐하고 그녀를 강간하려 했다. 테클라는 그와 싸워 망토를 찢고 머리에서 관을 떨어뜨려 폭행죄로 재판을 받게 되었다. 그녀는 들짐승에게 잡아먹히는 선고를 받았지만, 일련의 기적에 의해 다시 구원을 받았다. 한 장면에서는 암야수, 특히 암사자가 그녀를 공격하는 남성으로부터 그녀를 보호했다. 경기장에 있는 동안 그녀는 공격적인 물개들이 가득한 인근 호수에 몸을 던져 자신에게 세례를 주었는데, 물개들은 그녀를 잡아먹기 전에 모두 번개에 맞아 죽었다.
테클라는 "남자의 망토를 만들기 위해 그녀가 변경한 맨틀을 입고" 뮈라에서 바울과 다시 합류했다. 여행하면서 그녀는 하느님의 말씀을 전했고 여성들에게 순결한 삶을 살아 자신을 본받을 것을 권했다. 사도행전의 일부 버전에 따르면 테클라는 셀레우키아 킬리키아(Seleucia Cilicia)의 한 동굴에서 72년 동안 살았으며 그곳에서 계속해서 기독교를 전파했다.
테클라는 여생을 시리아의 마루라(Maaloula) 마을에서 보냈다고도 전해진다. 그곳에서 그녀는 치료사가 되어 많은 기적을 행했지만 끊임없이 박해를 받았다. 한번은 그녀를 박해하는 사람들이 그녀에게 다가오려고 할 때 그녀가 하나님께 부르짖자 그녀가 있던 동굴에 새로운 통로가 열렸고 그녀 뒤에 있던 돌들이 닫혔다. 그녀는 죽기 전에 로마로 가서 바울의 무덤 옆에 누울 수 있었다.

## 같이 보기
- 산타테클라